# Águeda Dicancro
Águeda Dicancro (Montevideo, 1938-ib., 14 de agosto de 2019) fue una artista plástica uruguaya, dedicada a la escultura en vidrio.

## Biografía
En 1964 se graduó como ceramista en la Escuela Pedro Figari de la UTU y tomó clases de escultura con Eduardo Yepes en el Instituto San Francisco de Asís, posteriormente estudió en el Instituto Escuela Nacional de Bellas Artes de la Universidad de la República. En 1964 recibió una beca de la OEA para realizar un posgrado en cerámica en la Escuela Nacional de Artes Plásticas de la Universidad Autónoma de México y para estudiar orfebrería y técnicas en metales.
Es reconocida por sus grandes instalaciones de esculturas en vidrio como material protagonista junto con la madera y el hierro. La conjunción de color, opacidades y transparencias del vidrio, junto con otros recursos como la utilización de espejados y la luz definen su obra y la representaron en el pabellón uruguayo de la Bienal de Venecia (1993), en la Bienal de San Pablo (1994), así como en la exposición «Arborescencias» en el Museo Nacional de Artes Visuales (MNAV) en 2007.
Una de sus obras se encuentra en exposición en el Banco Central y otra escultura en acero y vidrio en la Torre de las Comunicaciones de Antel.

## Premios
- Premio del XXXIII Concurso Internacional de Cerámica de Arte, Faenza, Italia.
- 1965, Primer Premio de Cerámica en el Concurso Fundación Ford, México.
- 1966, Gran Premio del Salón y Primer Premio Sección Joyas del 1.er Salón de Artes Decorativas, Comisión Nacional de Artes Plásticas.
- Mención en II Bienal Internacional de Artes Aplicadas, Punta del Este.
- 1967, Premio Adquisición en el XV Salón Municipal.
- 1973, Medalla de Oro de la Comuna de Roma.
- 1978, Primer Premio del Concurso Mural edificio Puerta del Sol, Punta del Este.
- Premio Adquisición XXXIII Salón Municipal.
- 2001, Premio Alas
- 2002, Premio Figari.

Fue seleccionada para representar a Uruguay en la Bienal de Venecia en 1993 y en la Bienal de San Pablo en 1994.